# سعید درخشنده
سعید درخشنده (زادهٔ ۱۶ فروردین ۱۳۲۳ در تهران) مدیر ورزشی، سرهنگ بازنشسته نیروی هوایی ارتش و بازیکن پیشین والیبال اهل ایران است.
درخشنده به عنوان بازیکن در تیم عقاب تهران بازی می‌کرد. درخشنده از سال ۱۳۹۴ تا ۱۳۹۸ به عنوان رئیس سازمان لیگ فدراسیون والیبال این مسئولیت را بر عهده داشت. وی مدتی سرپرست تیم ملی نوجوانان ایران و مدیر کمیته رویدادهای بین‌المللی فدراسیون والیبال بود که به عنوان ناظر در جام جهانی ۲۰۱۷، به عنوان رئیس کمیته کنترل در رقابت‌های قهرمانی نوجوانان آسیا و به عنوان یکی از اعظای کمیته مسابقات کنفدراسیون والیبال آسیا در نشست اجلاس سالیانه این کنفدراسیون حضور داشت.